# No Leaf Clover

No Leaf Clover est la huitième chanson de l'album S&M du groupe Metallica.
Cette chanson se distingue du style habituel de Metallica par sa légèreté et par l'intégration d'un orchestre.